# Plectiscidea longicornis
Plectiscidea longicornis là một loài tò vò trong họ Ichneumonidae.